# Gustaf Adolf von Siegroth
Gustaf Adolf von Siegroth , född 11 februari 1725 på Gäddeholm i Västmanland, död 9 september 1802 på Kappsta gård i Södermanland, var en svensk friherre, generallöjtnant samt även tysk-romersk friherre.

## Biografi
Gustaf Adolf  von Siegroth var son till översten Conrad Gustaf von Siegroth (1694–1762) och Kristina Gustafviana Fägersköld. Han tillhörde en adlig ätt från Schlesien, adlad i Sverige 1649 och utgången på svärdssidan 1805. Hans far hade 1754 erhållit tysk-romersk friherrevärdighet. Han utbildades först med några Uppsalastudenter som informatorer och två fransmän som bodde hos familjen och fungerade som språklärare. Under tre år studerade han vid Uppsala universitet, där han särskilt fördjupade sig i historia, juridik och matematik. Nio år gammal antogs han som volontär vid Livregementet till häst, och tretton år gammal tjänstgörande hovjunkare samt 1743 kanslist hos Kanslikollegium och ledamot av borgrätten i Stockholm. Intresset för matematik och fortifikationskonst gjorde att han i oktober 1744 istället inskrevs som volontär vid Fortifikationen. I december 1744 erhöll han sin fullmakt som kornett vid Gudhems kompani av Västgöta kavalleriregemente. Som tidigare befattningar var denna nominell. I stället erhöll han i mars 1745 kungligt tillstånd att träda i utländsk tjänst och gick i fransk tjänst vid Royal suédois. 5 juni anlände han till Dieburg där den franska arméns högkvarter då var förlagt. Under sin första månad fick han snabbt krigserfarenheter, och fick under en fältvakt vid Nordheim tillfälle att slå tillbaka en österrikisk attack. Siegroth blev en kort tid därefter sekundlöjtnant. Sedan den franska Rhenarmén gått i vinterkvarter lämnade han sitt regemente. Under hösten hade han blivit kapten och kompanichef vid det av Axel von Fersen uppsatta Royal Allemand. Regementets högkvarter låg då i Thionville. Anländ hit fick Siegroth veta att regementet inte avsåg att användas under 1746 års fälttåg. Besviken begärde han då permission och deltog under Waldemar von Löwendahls befäl i årets fälttåg i Flandern. Här fick han delta i belägringen och stormningen av Namur i slutet av september 1746. Efter dessa händelser återvände han för några månader till Sverige. Här befordrades han av Fredrik I från hovjunkare till kammarherre. Han ansåg dock behöva förbättra sina erfarenheter av krigskonsten med teori, och tog 1746 privatlektioner i artilleriteknik. I mars 1747 reste han tillbaka till kriget. På återresan tog han vägen över Berlin, där han av svenske ministern Rudenschöld presenterades för Fredrik II av Preussen. Efter två månders studier i Tyskland, bland annat i lantmäteriteknik, återvände han till Royal Allemand som befann sig i trakten av Namur.
Siegroth ingick i den kår som under Louis de Brienne de Conflans d'Armentières som under sommaren besegrade de österrikiska trupperna, dock utan några betydande framryckningr. Han fick i slutet av sommaren order om att göra en redutt på en holme i Maas för att hindra fienden att gå över floden. Kort efter att den färdigställts anfölls den av fienden men Sigroth slog tillbaka dem. Sitt riktiga elddop fick han dock under 1748 års fälttåg då han deltog i belägringen och intagandet av Maastricht. Under huvudanfallet var han som äldste kapten chef för grenadjärerna. Efter fredsslutet förlades regementet i Louvain, där en komplott gjordes för att mörda de förlagda soldaterna, som dock kom att avslöjas. Under sin återstående tid i fransk tjänst passade han på att besöka och studera olika franska fästningar såsom Lauterburg, Fort-Louis, Metz, Verdun och Sedan. 1751–1752 gjorde han en resa till Paris och presenterades för Ludvig XV. Efter att ha återkommit till Sedan där regementet då var garnisonerat genomgick regementet generalmönstring inför Louis-Georges-Erasme de Contades. Efter tillstånd från Ludvig XV återvände Siegroth till Sverige, och året därpå 1753 erhöll han avsked från tjänst i Frankrike. Under ett besök i Sverige hade han fått tillfälle att byta sin befattning vid Västgöta kavalleri mot en befattning som kapten vid Kalmar regemente. I sin frånvaro befordrades han 1750 till major vid regementet. Efter att ha återvänt till Sverige gjorde han majortjänst under mötet i juni och juli 1753. Han reste sedan under september och oktober runt vid de olika kompanimötena vid regementet för att bekanta sig med det. Han deltog som representant för sin ätt vid riksdagen 1756, men tycks inte ha tagit någon aktivare del i riksdagsarbetet. Då en avdelning ur Kalmar regemente om 400 man i början av juni sändes över till Pommern, ingick Siegroth i den kontingenten. Då kompanichefen Erik Gustaf Lillienberg frånvarade fick Siegroth huvudsakligen under striderna där föra befäl inte bara över sin bataljon utan hela regementet. I samband med Demmins kapitulation i början av 1759 fick han och övriga officerare ge sig med villkor att få återvända till Sverige mot hedersord att ses som krigsfångar och inställa sig som sådana om kungen av Preussen fordrade det. Det gjorde han kort efter Siegroths återkomst till Sverige, och han sattes i fängelse i Stettin till slutet av året innan han utväxlades mot en preussisk major. Väl utsläppt fann han att de fåtaliga överlevande vid Kalmar regemente hade fördelats ut på andra förband. Han bad Jakob Albrekt von Lantingshausen om en annan befattning. Reinhold Johan von Lingen som formellt var regementschef vid Älvsborgs regemente förde högre befäl, och hans tillförordnade Carl Hierta befann sig i Sverige, och von Siegroth utsågs nu i hans ställe. Under sommaren 1760 återtog Hierta sitt befäl och Siegroth som nu befordrats till vöerstelöjtnant utsågs till chef över Svenska grenadjärbataljonen. Med den deltog han i sommarfälttåget 1760. Han förde anvantgardet vid Axel von Fersens övergång av floden Trebel. I september 1760 intog han med sin bataljon, förstärkt a en bataljon ur Dalregementet och en skvadron husarer jämte artilleri Boizenburg. I slutet av oktober utnämndes han av Lantingshausen till förste generaladjutant vid armén. I juni 1761 följde han Lantingshausen till riksdagen i Stockholm. Här försvarade han bland annat sin chef mot den kritik mot hans befäl som lades fram av Johan Laurentz Hammarhielm i Riddarhuset. Han stred även för befordran för sin bror diplomaten och kanslirådet Carl Ludvig von Siegroth, som ansåg sig ha blivit förfördelad i avseendet. Under 1760-talet ägnade han sig omväxlande åt militärlivet, riksdagarna och skötseln av sina jordbruk. Redan under sin tid som generaladjutant hade han utnämnts till överstelöjtnant vid Jönköpings regemente. 1766 befordrades han till överste i armén.
Siegroth beklagade sig under riksdagen 1765/1766 över att han inte hade blivit snabbare befordrad. Annars deltog han i bevillningsarbetet och lade sig även ut för underofficerarna vid Jönköpings regemente som han menade hade blivit orättvist behandlade. Under riksdagen 1769/1770 invaldes han i sekreta utskottet. Han skall även ha blivit tillfrågad om att uppsatt på förslag till riksråd men avböjde. Han avböjde även ett anbud att komma på förslag till lantmarskalk vid riksdagen 1771/1772. Efter att några veckor ha varit överstelöjtnant vid Östgöta infanteriregemente, blev han i januari 1770 överste för Jämtlands dragoner. Siegroth beklagade sig, då han hellre hade velat bli chef för Svea artilleriregemente efter Carl Ehrensvärd, som avlidit. Han begärde att få bli examinerad av kunglig majestät om sina kunskaper i artilleri, efter att ha pikats av artilleriofficerare för att inte ha tillräckliga kunskaper. Förhöret hölls 14 februari 1770 med Augustin Ehrensvärd som examinator. Siegroth erhöll bifall för sina kunskaper, men blev trots det inte utnämnd, utan fick i stället nöja sig med det jämtländska regementet. Väl på plats där började han omorganisera regementet, dels som lätta dragoner, dels som lätt infanteri och fotjägare, som skulle utbildas i skidåkning. Han ville dessutom utrusta regementet med artilleri. Siegroth gjorde en arbetspromemoria som godkändes av Axel von Fersen. Under tre månader arbetade han intensivt med omorganisationen. Då det saknades pengar till kanoner lät Siegroth tillverka åtta attrapper i trä som användes under övningarna. Tre av regementets kompanier var tvungna att ta sig till mötesplatsen vid Kronstads skans med båt, och använde dessa för att öva embarkering, debarkering och landstigningar. Manövrarna besöktes av chefen för Södermanlands regemente, Jonas Cronstedt. Han var ägare till Siegroths födelsegård Gäddeholm, och önskade bli chef över Västmanlands regemente i stället, medan Siegroth som ägde Kappsta önskade få komma till Södermanland. Genom att betala 20.000 daler till chefen för Västmanlands regemente Samuel Gustaf Stierneld, fick Siegroth till stånd ett byte mellan honom och Stierneld, och kunde i stället bli chef för Västmanlands regemente. Kort därefter bytte han med Cronstedt och tog i stället över Södermanlands regemente.
Han förestod landshövdingämbetet i Södermanlands län under sommaren 1773 samt blev samma år generalmajor och 1778 generallöjtnant.
År 1771 blev han chef för Södermanlands regemente, som han omvandlade till det bäst övade i hela armén. Samma år valde han ut Malmahed till permanent exercisplats (1774–1921). Siegroth lät på egen bekostnad inköpa ett fältartilleri (åtta kanoner) för soldaternas övning, upprättade på regementets av honom inköpta exercisplats en militärskola för befälet, skänkte till skolan ett bibliotek med mera. Han utfäste årligen belöningar för de officerare, som vid mötestidens slut författat de bästa avhandlingarna över uppgivet ämne. Siegroth var en föregångsman och inrättade ett fältlasarett; dessutom skapade han Sveriges första janitscharorkester.
1784 ritade han en stadsplan med regelbundna kvarter för en tänkt handels- och hantverksstad. Planen godkändes av Gustav III, men orten, Malmköping, fick endast köpingsrättigheter.
Under fälttåget 1788 förde han först befälet över de trupper, som landsteg vid Fredrikshamn, kommenderades sedan att försvara gränsen, men återvände sårad 1789 till Sverige, med fullmakt som general i armén. Efter Gustav III:s död förmåddes han att begära avsked från sin överstebeställning, men kvarstod i armén. Siegroth var en för sin tid ovanligt kunnig militär och driftig regementschef samt även synnerligen skicklig i fortifikationssaker. Han var dessutom en omtänksam lanthushållare.
Han var gift sedan 1761 med friherrinnan Elisabet Mariana Makeléer. Efter henne fick en av Siegroth ägd herrgård namnet Marianelund och detta har gett upphov till ortnamnet Mariannelund.

## Bildgalleri

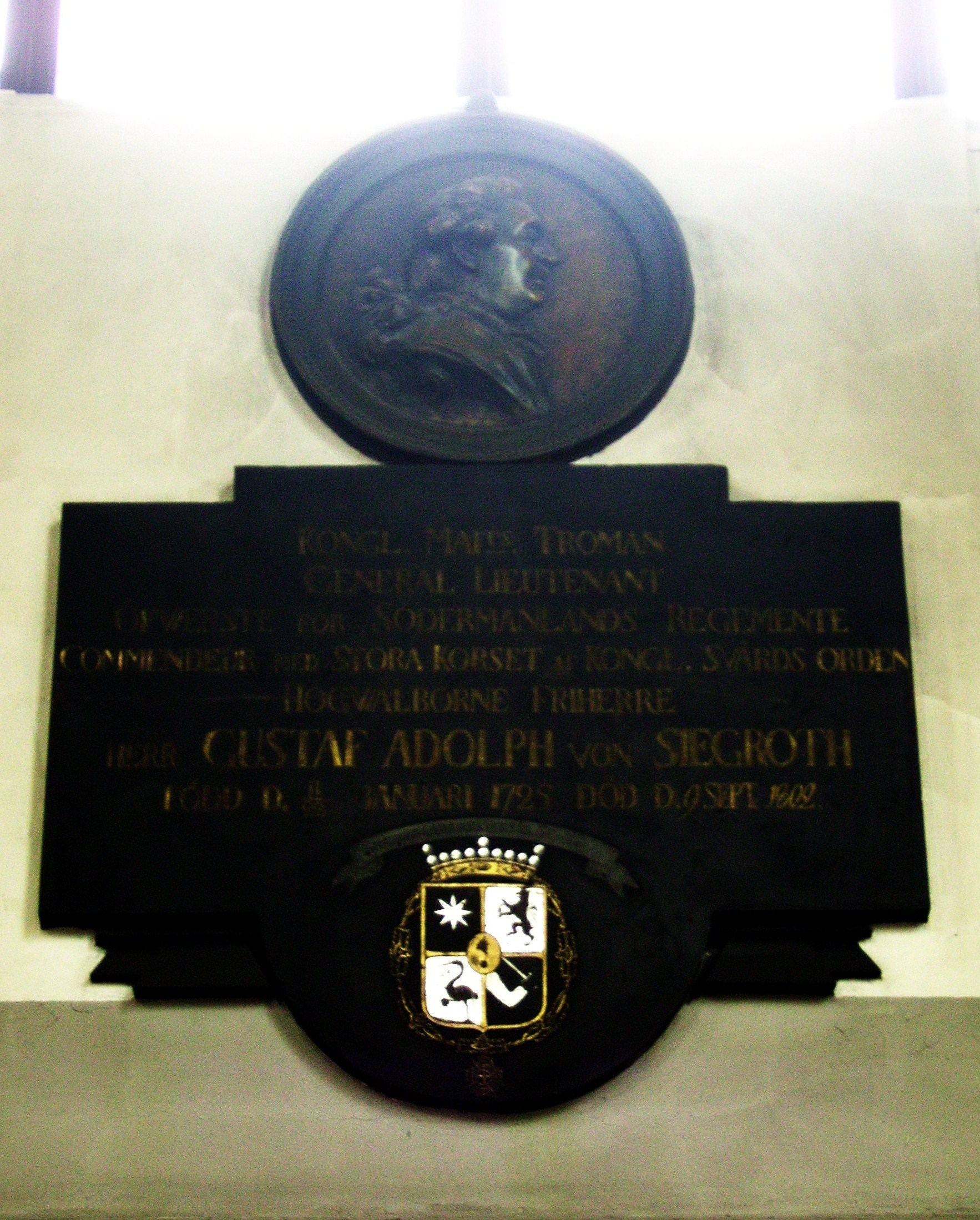
Gustaf Adolf von Siegroths gravvård i Klara kyrka.
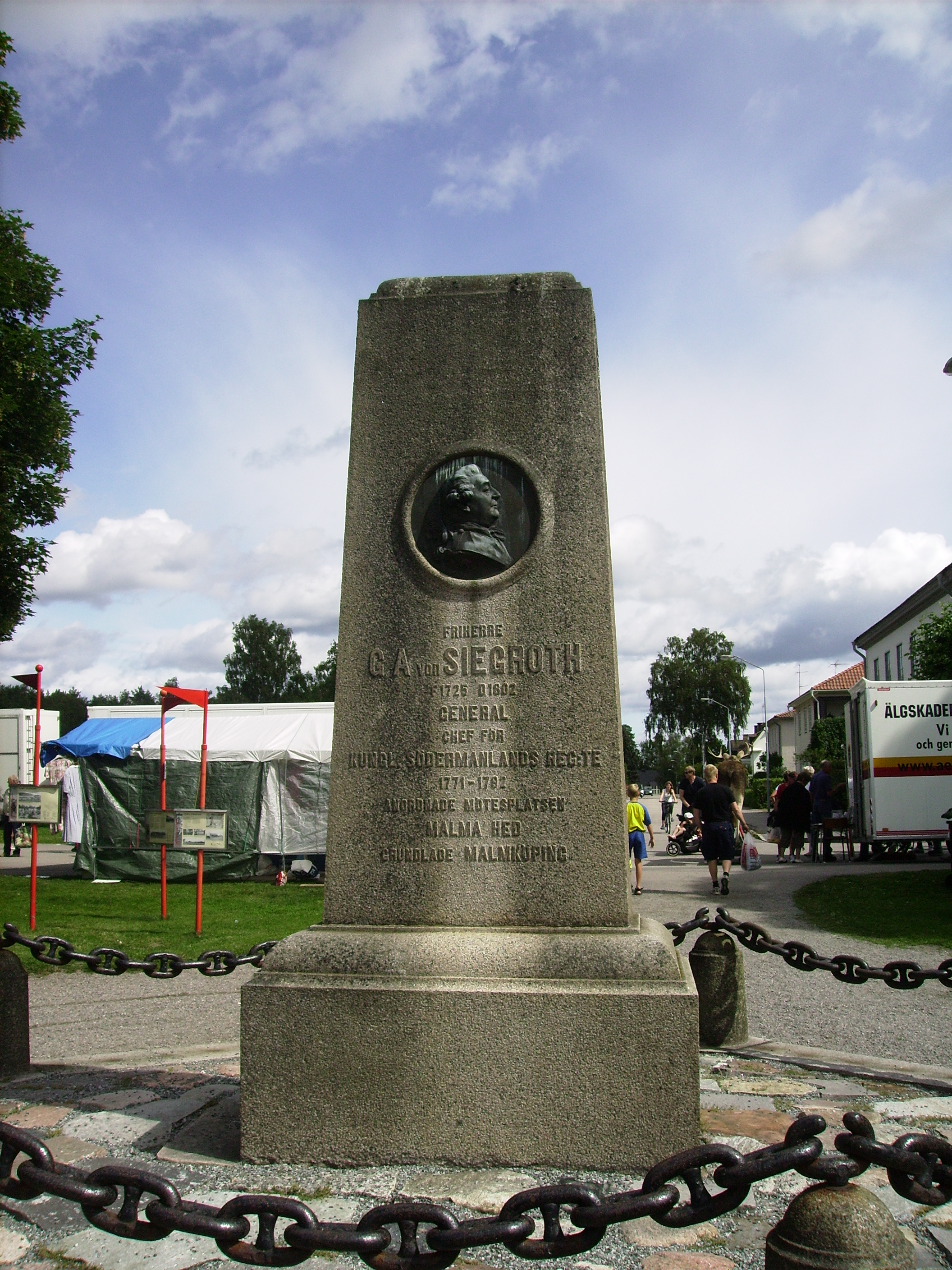
Monument över Gustaf Adolf von Siegroth vid Stadshuset i Malmköping.